# 셰인 맥레이
셰인 맥레이(영어: Shane McRae, 1977년 7월 23일 ~ )는 미국의 배우이다.
게인즈빌에서 태어났다.

## 출연 작품

### 영화
- 더 콜렉티브 (2008, The Collective)
- 킬러 패드 (2008, Killer Pad)
- 컨트롤러 (2011)
- 헬프 (2011) - 롤리 리폴트 역
- 레프티 루지 라이티 타이티 (2012, Lefty Loosey Righty Tighty) - 로이드 역
- 발칙한 러브스캔들 (2013, One Small Hitch) - 조시 역
- 스틸 앨리스 (2014년) - 찰리 역
- Better Off Single (2016) - 빈스 역

### 텔레비전
- 원 라이프 투 리브 (2004)
- 로앤오더: 뉴욕 특수수사대 (2006)
- 콜드 케이스 (2007)
- 가십걸 (2009)
- 고스트 & 크라임 (2009)
- 로앤오더: 성범죄 전담반 (2011)
- 블루 블러드 (2012)
- 시카고 파이어 (2013)
- 내슈빌 (2015-16)
- 스니키 피트 (2015-19)
- 지하창고 사일로의 비밀 (2023)